# Verein für Bewegungsspiele Stuttgart 1893 2000-2001
Questa voce raccoglie le informazioni riguardanti il Verein für Bewegungsspiele Stuttgart 1893 nelle competizioni ufficiali della stagione 2000-2001.

## Stagione
Nella stagione 2000-2001 lo Stoccarda, allenato da Ralf Rangnick e Felix Magath, concluse il campionato di Bundesliga al 15º posto. In Coppa di Germania lo Stoccarda fu eliminato in semifinale dallo Schalke 04. In Coppa Intertoto lo Stoccarda raggiunse il quinto turno con l'Auxerre e guadagnò l'accesso in Coppa UEFA. In Coppa UEFA lo Stoccarda fu eliminato agli ottavi di finale dal Celta Vigo.

## Rosa
| N. |                                | Ruolo | Calciatore         |
| -- | ------------------------------ | ----- | ------------------ |
| 1  | Germania (bandiera)            | P     | Timo Hildebrand    |
| 2  | Germania (bandiera)            | C     | Silvio Meißner     |
| 3  | Germania (bandiera)            | D     | Stefan Blank       |
| 4  | Angola (bandiera)              | D     | Rui Marques        |
| 5  | Brasile (bandiera)             | D     | Bordon             |
| 6  | Guinea (bandiera)              | C     | Pablo Thiam        |
| 7  | Serbia e Montenegro (bandiera) | C     | Kristijan Đorđević |
| 8  | Germania (bandiera)            | C     | Jens Todt          |
| 10 | Bulgaria (bandiera)            | C     | Krasimir Balăkov   |
| 11 | Romania (bandiera)             | A     | Ioan Ganea         |
| 12 | Germania (bandiera)            | C     | Heiko Gerber       |
| 13 | Germania (bandiera)            | C     | Christian Tiffert  |
| 14 | Germania (bandiera)            | D     | Thomas Schneider   |
| 15 | Bielorussia (bandiera)         | C     | Aljaksandr Hleb    |
| 16 | Sudafrica (bandiera)           | C     | Bradley Carnell    |
| 17 | Germania (bandiera)            | C     | Jochen Seitz       |

| N. |                       | Ruolo | Calciatore        |
| -- | --------------------- | ----- | ----------------- |
| 18 | Italia (bandiera)     | C     | Giuseppe Catizone |
| 19 | Brasile (bandiera)    | A     | Adhemar           |
| 20 | Croazia (bandiera)    | C     | Zvonimir Soldo    |
| 21 | Germania (bandiera)   | D     | Jochen Endreß     |
| 22 | Ungheria (bandiera)   | C     | Krisztián Lisztes |
| 23 | Egitto (bandiera)     | A     | Ahmed Hosny       |
| 24 | Germania (bandiera)   | P     | Thomas Ernst      |
| 25 | Italia (bandiera)     | D     | Fabio Morena      |
| 26 | Germania (bandiera)   | D     | Andreas Hinkel    |
| 27 | Germania (bandiera)   | D     | Timo Wenzel       |
| 28 | Germania (bandiera)   | P     | Eberhard Trautner |
| 32 | Germania (bandiera)   | C     | Rüdiger Kauf      |
| 33 | Portogallo (bandiera) | C     | Roberto Pinto     |
| 36 | Sudafrica (bandiera)  | A     | Sean Dundee       |
| 37 | Germania (bandiera)   | P     | Markus Miller     |
| 44 | Italia (bandiera)     | A     | Angelo Vaccaro    |

## Organigramma societario
Area tecnica
- Allenatore: Felix Magath
- Allenatore in seconda:
- Preparatore dei portieri: Jochen Rücker
- Preparatori atletici: Gerhard Wörn

## Calciomercato

### Sessione estiva
| Acquisti | Acquisti          | Acquisti             | Acquisti |
| R.       | Nome              | da                   | Modalità |
| -------- | ----------------- | -------------------- | -------- |
| D        | Stefan Blank      | Hannover 96          |          |
| P        | Aleš Chvalovský   | Chmel Blšany         |          |
| C        | Aljaksandr Hleb   | BATĖ Borisov         |          |
| C        | Silvio Meißner    | Arminia Bielefeld    |          |
| C        | Jochen Seitz      | Unterhaching         |          |
| C        | Christian Tiffert | TeBe Berlino         |          |
| A        | Angelo Vaccaro    | Stoccarda (juniores) |          |

| Cessioni | Cessioni           | Cessioni         | Cessioni |
| R.       | Nome               | a                | Modalità |
| -------- | ------------------ | ---------------- | -------- |
| A        | Pavel Kuka         | Slavia Praga     |          |
| A        | Didi               | San Gallo        |          |
| P        | Achim Hollerieth   | Waldhof Mannheim |          |
| D        | Jens Keller        | Colonia          |          |
| D        | Thomas Kies        | Waldhof Mannheim |          |
| A        | Sreto Ristić       | Campomaiorense   |          |
| C        | Timo Rost          | Austria Vienna   |          |
| D        | Martin Spanring    | Bursaspor        |          |
| D        | Mitko Stojkovski   | Pelister         |          |
| P        | Franz Wohlfahrt    | Austria Vienna   |          |
| A        | Srdjan Zaharievski | Campomaiorense   |          |

### Sessione invernale
| Acquisti | Acquisti     | Acquisti       | Acquisti |
| R.       | Nome         | da             | Modalità |
| -------- | ------------ | -------------- | -------- |
| A        | Adhemar      | São Caetano    |          |
| P        | Thomas Ernst | Bochum         |          |
| D        | Rui Marques  | Hertha Berlino |          |

| Cessioni | Cessioni           | Cessioni       | Cessioni |
| R.       | Nome               | a              | Modalità |
| -------- | ------------------ | -------------- | -------- |
| P        | Aleš Chvalovský    | Chmel Blšany   |          |
| A        | Giannīs Amanatidīs | Greuther Fürth |          |

## Risultati

### Bundesliga

#### Girone di andata
| Arbitro: | Krug |

|                                       |           |  |
| Dreyer 4’ Zeyer 28’ Baya 48’ Dorn 80’ | Marcatori |  |

| Arbitro: | Fandel |

|                                              |           |             |
| Gerber 31’, 71’ Kovač 38’ (aut.) Lisztes 62’ | Marcatori | 61’ Ballack |

| Arbitro: | Wack |

|           |           |  |
| Basler 3’ | Marcatori |  |

| Arbitro: | Heynemann |

|                       |           |            |
| Thiam 30’ Balăkov 62’ | Marcatori | 5’ Jancker |

| Arbitro: | Meyer |

|                    |           |  |
| Daei 77’ Alves 79’ | Marcatori |  |

| Arbitro: | Stark |

|            |           |             |
| Dundee 90’ | Marcatori | 11’ Peschel |

| Arbitro: | Merk |

|                            |           |                                |
| Akpoborie 30’ Munteanu 74’ | Marcatori | 6’ (aut.) Maltritz 75’ Lisztes |

| Arbitro: | Aust |

|                             |           |                             |
| Lisztes 21’ Dundee 28’, 46’ | Marcatori | 17’ Kovač 31’, 59’ Barbarez |

| Arbitro: | Fandel |

|                              |           |                       |
| Seitz 27’ Balăkov 86’ (rig.) | Marcatori | 8’ Rraklli 33’ Spizak |

| Arbitro: | Fleischer |

|                               |           |                     |
| Springer 31’, 36’ Lottner 75’ | Marcatori | 28’ Ganea 41’ Thiam |

| Arbitro: | Weiner |

|            |           |  |
| Dundee 34’ | Marcatori |  |

| Arbitro: | Kemmling |

|                        |           |           |
| Miriuță 34’ Mátyus 86’ | Marcatori | 16’ Soldo |

| Arbitro: | Krug |

|                     |           |                         |
| Thiam 19’ Ganea 71’ | Marcatori | 64’ Agostino 80’ Häßler |

| Arbitro: | Fröhlich |

|            |           |  |
| Ailton 78’ | Marcatori |  |

| Arbitro: | Steinborn |

|  |           |                           |
|  | Marcatori | 5’ Dedê 64’ (rig.) Stević |

| Arbitro: | Wagner |

|                       |           |           |
| Látal 21’ Wałdoch 90’ | Marcatori | 47’ Ganea |

| Arbitro: | Sippel |

|                                                     |           |              |
| Maljkovic 34’ (aut.) Soldo 60’ Ganea 76’ Dundee 84’ | Marcatori | 38’ Gebhardt |

#### Girone di ritorno
| Stoccarda 16 dicembre 2000, ore 15:30 CET 18ª giornata | Stoccarda | 0 – 0 referto | Friburgo | Gottlieb-Daimler-Stadion (23 000 spett.)\| Arbitro: \| Krug \| |
| Arbitro:                                               | Krug      |               |          |                                                                |

| Arbitro: | Fleischer |

|                                                          |           |  |
| Schneider 46’ Kirsten 49’ (rig.), 67’ (rig.) Ballack 51’ | Marcatori |  |

| Arbitro: | Weiner |

|                                           |           |            |
| Adhemar 11’, 53’, 79’ Ganea 31’, 37’, 85’ | Marcatori | 21’ Basler |

| Arbitro: | Kemmling |

|          |           |  |
| Élber 8’ | Marcatori |  |

| Arbitro: | Stark |

|  |           |            |
|  | Marcatori | 77’ Preetz |

| Bochum 25 febbraio 2001, ore 17:30 CET 23ª giornata | Bochum | 0 – 0 referto | Stoccarda | Ruhrstadion (18 823 spett.)\| Arbitro: \| Fandel \| |
| Arbitro:                                            | Fandel |               |           |                                                     |

| Arbitro: | Wagner |

|                 |           |            |
| Adhemar 2’, 61’ | Marcatori | 86’ Rische |

| Arbitro: | Jansen |

|                   |           |                     |
| Barbarez 11’, 45’ | Marcatori | 18’ Thiam 80’ Ganea |

| Unterhaching 18 marzo 2001, ore 17:30 CET 26ª giornata | Unterhaching | 0 – 0 referto | Stoccarda | Stadion am Sportpark (12 000 spett.)\| Arbitro: \| Fröhlich \| |
| Arbitro:                                               | Fröhlich     |               |           |                                                                |

| Arbitro: | Gagelmann |

|  |           |                                   |
|  | Marcatori | 3’ Springer 23’ Kreuz 76’ Baránek |

| Arbitro: | Wack |

|                      |           |                    |
| Rydlewicz 88’ (rig.) | Marcatori | 72’ (rig.) Balăkov |

| Arbitro: | Heynemann |

|                    |           |  |
| Balăkov 72’ (rig.) | Marcatori |  |

| Arbitro: | Weiner |

|                     |           |                    |
| Max 12’ Beierle 56’ | Marcatori | 28’ (rig.) Balăkov |

| Arbitro: | Merk |

|                 |           |             |
| Adhemar 5’, 49’ | Marcatori | 48’ Pizarro |

| Dortmund 4 maggio 2001, ore 20:15 CEST 32ª giornata | Borussia Dortmund | 0 – 0 referto | Stoccarda | Westfalenstadion (67 500 spett.)\| Arbitro: \| Aust \| |
| Arbitro:                                            | Aust              |               |           |                                                        |

| Arbitro: | Heynemann |

|             |           |  |
| Balăkov 90’ | Marcatori |  |

| Arbitro: | Fröhlich |

|                                |           |            |
| Kryszałowicz 16’ Guié-Mien 45’ | Marcatori | 62’ Dundee |

### Coppa di Germania
| Arbitro: | Kemmling |

|           |           |                     |
| Kipre 85’ | Marcatori | 30’, 38’, 87’ Ganea |

| Arbitro: | Meyer |

|  |           |                                      |
|  | Marcatori | 9’ Tiffert 33’ Endreß 83’ Amanatidīs |

| Arbitro: | Stark |

|                              |           |           |
| Dundee 7’ Balăkov 56’ (rig.) | Marcatori | 52’ Šimák |

| Arbitro: | Jansen |

|                       |           |          |
| Balăkov 29’ Ganea 95’ | Marcatori | 31’ Kehl |

| Arbitro: | Berg |

|  |           |                               |
|  | Marcatori | 3’ Sand 6’ Asamoah 18’ Mpenza |

### Coppa Intertoto
| Arbitro: | Gusev |

|                 |           |                                                                       |
| Simo 69’ (rig.) | Marcatori | 6’, 60’ Hosny 15’ Schneider 25’ Pinto 75’ (rig.) Soldo 90’ Amanatidīs |

| Arbitro: | Messina |

|                                    |           |                |
| Seitz 35’, 51’, 52’ Amanatidīs 90’ | Marcatori | 86’ Caracciolo |

| Arbitro: | Borovilos |

|                      |           |            |
| Sakho 15’ Sikora 88’ | Marcatori | 66’ Dundee |

| Arbitro: | Ersoy |

|           |           |  |
| Bordon 6’ | Marcatori |  |

| Arbitro: | Erdemir |

|           |           |             |
| Thiam 68’ | Marcatori | 59’ Meyssen |

| Arbitro: | Shmolik |

|  |           |            |
|  | Marcatori | 27’ Dundee |

| Arbitro: | Micheľ |

|  |           |                       |
|  | Marcatori | 18’ Thiam 72’ Balăkov |

| Arbitro: | Ibáñez |

|             |           |          |
| Balăkov 61’ | Marcatori | 38’ Kapo |

### Coppa UEFA
| Arbitro: | Bolognino |

|             |           |  |
| Balăkov 35’ | Marcatori |  |

| Arbitro: | Derrien |

|                                            |           |                       |
| Pressley 17’ Petrić 61’ Cameron 83’ (rig.) | Marcatori | 37’ Dundee 58’ Bordon |

| Arbitro: | Garibian |

|          |           |  |
| Mair 54’ | Marcatori |  |

| Arbitro: | Luinge |

|                             |           |              |
| Schneider 7’ Ganea 18’, 45’ | Marcatori | 62’ Brzęczek |

| Arbitro: | González |

|                           |           |                      |
| Tomasson 10’ Leonardo 45’ | Marcatori | 36’ Dundee 76’ Ganea |

| Arbitro: | Cesari |

|                                |           |            |
| Meißner 29’ Balăkov 90’ (rig.) | Marcatori | 71’ Paauwe |

| Stoccarda 15 febbraio 2001, ore CET Ottavi di finale | Stoccarda | 0 – 0 referto | Celta Vigo | Gottlieb-Daimler-Stadion (18 000 spett.)\| Arbitro: \| Dallas \| |
| Arbitro:                                             | Dallas    |               |            |                                                                  |

| Arbitro: | Collina |

|                        |           |           |
| Karpin 6’ Mostovoj 85’ | Marcatori | 45’ Blank |

## Statistiche

### Statistiche di squadra
| Competizione      | Punti | In casa | In casa | In casa | In casa | In casa | In casa | In trasferta | In trasferta | In trasferta | In trasferta | In trasferta | In trasferta | Totale | Totale | Totale | Totale | Totale | Totale | DR  |
| Competizione      | Punti | G       | V       | N       | P       | Gf      | Gs      | G            | V            | N            | P            | Gf           | Gs           | G      | V      | N      | P      | Gf     | Gs     | DR  |
| ----------------- | ----- | ------- | ------- | ------- | ------- | ------- | ------- | ------------ | ------------ | ------------ | ------------ | ------------ | ------------ | ------ | ------ | ------ | ------ | ------ | ------ | --- |
| Bundesliga        | 38    | 17      | 9       | 5       | 3       | 31      | 20      | 17           | 0            | 6            | 11           | 11           | 29           | 34     | 9      | 11     | 14     | 42     | 49     | -7  |
| Coppa di Germania | -     | 3       | 2       | 0       | 1       | 4       | 5       | 2            | 2            | 0            | 0            | 6            | 1            | 5      | 4      | 0      | 1      | 10     | 6      | +4  |
| Coppa Intertoto   | -     | 4       | 2       | 2       | 0       | 7       | 3       | 4            | 3            | 0            | 1            | 10           | 3            | 8      | 5      | 2      | 1      | 17     | 6      | +11 |
| Coppa UEFA        | -     | 4       | 3       | 1       | 0       | 6       | 2       | 4            | 0            | 1            | 3            | 5            | 8            | 8      | 3      | 2      | 3      | 11     | 10     | +1  |
| Totale            | 38    | 28      | 16      | 8       | 4       | 48      | 30      | 27           | 5            | 7            | 15           | 32           | 41           | 55     | 21     | 15     | 19     | 80     | 71     | +9  |

### Andamento in campionato
| Giornata  | 1  | 2  | 3  | 4  | 5  | 6  | 7  | 8  | 9  | 10 | 11 | 12 | 13 | 14 | 15 | 16 | 17 | 18 | 19 | 20 | 21 | 22 | 23 | 24 | 25 | 26 | 27 | 28 | 29 | 30 | 31 | 32 | 33 | 34 |
| --------- | -- | -- | -- | -- | -- | -- | -- | -- | -- | -- | -- | -- | -- | -- | -- | -- | -- | -- | -- | -- | -- | -- | -- | -- | -- | -- | -- | -- | -- | -- | -- | -- | -- | -- |
| Luogo     | T  | C  | T  | C  | T  | C  | T  | C  | C  | T  | C  | T  | C  | T  | C  | T  | C  | C  | T  | C  | T  | C  | T  | C  | T  | T  | C  | T  | C  | T  | C  | T  | C  | T  |
| Risultato | P  | V  | P  | V  | P  | N  | N  | N  | N  | P  | V  | P  | N  | P  | P  | P  | V  | N  | P  | V  | P  | P  | N  | V  | N  | N  | P  | N  | V  | P  | V  | N  | V  | P  |
| Posizione | 18 | 11 | 13 | 11 | 12 | 11 | 14 | 15 | 13 | 15 | 11 | 15 | 15 | 16 | 18 | 18 | 17 | 17 | 17 | 15 | 16 | 17 | 17 | 17 | 16 | 17 | 17 | 17 | 14 | 15 | 14 | 14 | 14 | 15 |

Legenda:

Luogo: C = Casa; T = Trasferta. Risultato: V = Vittoria; N = Pareggio; P = Sconfitta.

### Statistiche dei giocatori
| Giocatore     | Bundesliga | Bundesliga | Bundesliga  | Bundesliga | Coppa di Germania | Coppa di Germania | Coppa di Germania | Coppa di Germania | Coppa Intertoto | Coppa Intertoto | Coppa Intertoto | Coppa Intertoto | Coppa UEFA | Coppa UEFA | Coppa UEFA  | Coppa UEFA | Totale   | Totale | Totale      | Totale     |
| Giocatore     | Presenze   | Reti       | Ammonizioni | Espulsioni | Presenze          | Reti              | Ammonizioni       | Espulsioni        | Presenze        | Reti            | Ammonizioni     | Espulsioni      | Presenze   | Reti       | Ammonizioni | Espulsioni | Presenze | Reti   | Ammonizioni | Espulsioni |
| ------------- | ---------- | ---------- | ----------- | ---------- | ----------------- | ----------------- | ----------------- | ----------------- | --------------- | --------------- | --------------- | --------------- | ---------- | ---------- | ----------- | ---------- | -------- | ------ | ----------- | ---------- |
| A. Adhemar    | 11         | 7          | 4           | 0          | 1                 | 0                 | 0                 | 0                 | 0               | 0               | 0               | 0               | 1          | 0          | 0           | 0          | 13       | 7      | 4           | 0          |
| I. Amanatidīs | 0          | 0          | 0           | 0          | 1                 | 1                 | 0                 | 0                 | 2               | 2               | 0               | 0               | 0          | 0          | 0           | 0          | 3        | 3      | 0           | 0          |
| K. Balăkov    | 28         | 6          | 3           | 2          | 3                 | 2                 | 0                 | 0                 | 6               | 2               | 0               | 0               | 6          | 2          | 0           | 0          | 43       | 12     | 3           | 2          |
| S. Blank      | 7          | 0          | 0           | 0          | 3                 | 0                 | 0                 | 0                 | 5               | 0               | 0               | 0               | 3          | 1          | 1           | 0          | 18       | 1      | 1           | 0          |
| B. Bordon     | 28         | 0          | 2           | 0          | 1                 | 0                 | 1                 | 0                 | 7               | 1               | 0               | 0               | 7          | 1          | 1           | 0          | 43       | 2      | 4           | 0          |
| B. Carnell    | 20         | 0          | 2           | 0          | 2                 | 0                 | 0                 | 0                 | 4               | 0               | 1               | 0               | 8          | 0          | 1           | 0          | 34       | 0      | 4           | 0          |
| G. Catizone   | 0          | 0          | 0           | 0          | 1                 | 0                 | 0                 | 0                 | 0               | 0               | 0               | 0               | 0          | 0          | 0           | 0          | 1        | 0      | 0           | 0          |
| A. Chvalovský | 0          | 0          | 0           | 0          | 0                 | 0                 | 0                 | 0                 | 0               | 0               | 0               | 0               | 0          | 0          | 0           | 0          | 0        | 0      | 0           | 0          |
| S. Dundee     | 28         | 6          | 0           | 0          | 2                 | 1                 | 0                 | 0                 | 8               | 2               | 0               | 0               | 8          | 2          | 1           | 0          | 46       | 11     | 1           | 0          |
| J. Endreß     | 10         | 0          | 1           | 0          | 4                 | 1                 | 1                 | 0                 | 4               | 0               | 1               | 0               | 3          | 0          | 0           | 0          | 21       | 1      | 3           | 0          |
| T. Ernst      | 2          | 0          | 0           | 0          | 0                 | 0                 | 0                 | 0                 | 0               | 0               | 0               | 0               | 0          | 0          | 0           | 0          | 2        | 0      | 0           | 0          |
| I. Ganea      | 32         | 8          | 6           | 0          | 3                 | 4                 | 0                 | 0                 | 2               | 0               | 0               | 0               | 6          | 3          | 1           | 0          | 43       | 15     | 7           | 0          |
| H. Gerber     | 20         | 2          | 4           | 0          | 4                 | 0                 | 1                 | 0                 | 7               | 0               | 0               | 0               | 5          | 0          | 2           | 0          | 36       | 2      | 7           | 0          |
| T. Hildebrand | 32         | 0          | 5           | 0          | 5                 | 0                 | 0                 | 0                 | 8               | 0               | 0               | 0               | 8          | 0          | 0           | 0          | 53       | 0      | 5           | 0          |
| A. Hinkel     | 10         | 0          | 1           | 0          | 1                 | 0                 | 0                 | 0                 | 2               | 0               | 0               | 0               | 2          | 0          | 0           | 0          | 15       | 0      | 1           | 0          |
| A. Hleb       | 6          | 0          | 0           | 0          | 1                 | 0                 | 0                 | 0                 | 0               | 0               | 0               | 0               | 1          | 0          | 0           | 0          | 8        | 0      | 0           | 0          |
| A. Hosny      | 8          | 0          | 0           | 0          | 2                 | 0                 | 0                 | 1                 | 6               | 2               | 0               | 0               | 2          | 0          | 0           | 0          | 18       | 2      | 0           | 1          |
| R. Kauf       | 12         | 0          | 1           | 0          | 3                 | 0                 | 1                 | 0                 | 0               | 0               | 0               | 0               | 2          | 0          | 0           | 0          | 17       | 0      | 2           | 0          |
| P. Kuka       | 0          | 0          | 0           | 0          | 1                 | 0                 | 0                 | 0                 | 2               | 0               | 0               | 0               | 0          | 0          | 0           | 0          | 3        | 0      | 0           | 0          |
| K. Lisztes    | 23         | 3          | 4           | 1          | 4                 | 0                 | 0                 | 0                 | 5               | 0               | 1               | 0               | 8          | 0          | 0           | 0          | 40       | 3      | 5           | 1          |
| R. Marques    | 12         | 0          | 2           | 0          | 0                 | 0                 | 0                 | 0                 | 0               | 0               | 0               | 0               | 0          | 0          | 0           | 0          | 12       | 0      | 2           | 0          |
| S. Meißner    | 22         | 0          | 3           | 0          | 2                 | 0                 | 0                 | 0                 | 6               | 0               | 1               | 0               | 6          | 1          | 2           | 1          | 36       | 1      | 6           | 1          |
| M. Miller     | 0          | 0          | 0           | 0          | 0                 | 0                 | 0                 | 0                 | 0               | 0               | 0               | 0               | 0          | 0          | 0           | 0          | 0        | 0      | 0           | 0          |
| F. Morena     | 0          | 0          | 0           | 0          | 1                 | 0                 | 1                 | 0                 | 0               | 0               | 0               | 0               | 0          | 0          | 0           | 0          | 1        | 0      | 1           | 0          |
| R. Pinto      | 19         | 0          | 1           | 0          | 2                 | 0                 | 0                 | 0                 | 7               | 1               | 1               | 0               | 8          | 0          | 1           | 0          | 36       | 1      | 3           | 0          |
| T. Schneider  | 18         | 0          | 2           | 0          | 4                 | 0                 | 1                 | 0                 | 6               | 1               | 2               | 0               | 4          | 1          | 0           | 1          | 32       | 2      | 5           | 1          |
| J. Seitz      | 25         | 1          | 3           | 0          | 4                 | 0                 | 1                 | 0                 | 8               | 3               | 1               | 0               | 6          | 0          | 0           | 0          | 43       | 4      | 5           | 0          |
| Z. Soldo      | 28         | 2          | 6           | 0          | 4                 | 0                 | 2                 | 0                 | 7               | 1               | 0               | 0               | 7          | 0          | 0           | 0          | 46       | 3      | 8           | 0          |
| P. Thiam      | 29         | 4          | 5           | 0          | 4                 | 0                 | 0                 | 0                 | 7               | 2               | 0               | 0               | 6          | 0          | 1           | 0          | 46       | 6      | 6           | 0          |
| C. Tiffert    | 6          | 0          | 1           | 0          | 2                 | 1                 | 0                 | 0                 | 0               | 0               | 0               | 0               | 2          | 0          | 1           | 0          | 10       | 1      | 2           | 0          |
| J. Todt       | 14         | 0          | 5           | 0          | 1                 | 0                 | 0                 | 0                 | 0               | 0               | 0               | 0               | 2          | 0          | 0           | 1          | 17       | 0      | 5           | 1          |
| E. Trautner   | 0          | 0          | 0           | 0          | 0                 | 0                 | 0                 | 0                 | 0               | 0               | 0               | 0               | 0          | 0          | 0           | 0          | 0        | 0      | 0           | 0          |
| A. Vaccaro    | 2          | 0          | 0           | 0          | 0                 | 0                 | 0                 | 0                 | 0               | 0               | 0               | 0               | 0          | 0          | 0           | 0          | 2        | 0      | 0           | 0          |
| T. Wenzel     | 7          | 0          | 0           | 0          | 1                 | 0                 | 0                 | 0                 | 0               | 0               | 0               | 0               | 0          | 0          | 0           | 0          | 8        | 0      | 0           | 0          |
| K. Đorđević   | 12         | 0          | 1           | 0          | 3                 | 0                 | 0                 | 0                 | 2               | 0               | 0               | 0               | 0          | 0          | 0           | 0          | 17       | 0      | 1           | 0          |